# Lorielle London

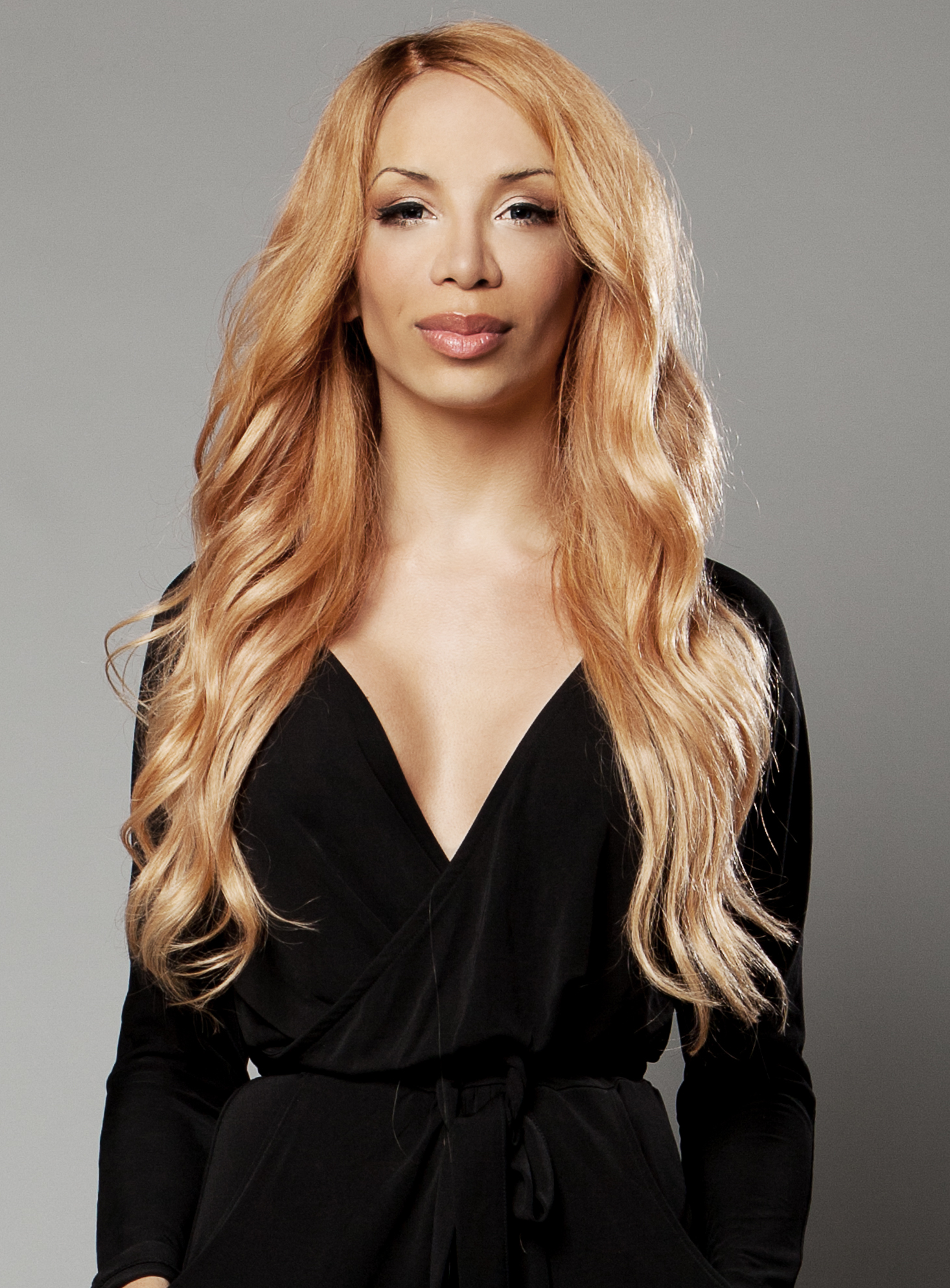
Lorielle London (2011)

Lorielle London (* 24. Dezember 1983 in Birkenfeld als Lorenzo Woodard) ist eine deutsche Entertainerin.

## Leben
Lorielle London wurde 1983 in Birkenfeld als Kind einer deutschen Modeschneiderin und eines amerikanischen Soldaten geboren und wuchs im nahegelegenen Baumholder auf.
Von Kindesalter an bis zu ihrem TV-Debüt arbeitete sie ausschließlich in diversen darstellenden und bildenden, künstlerischen Berufen. Hermann Spaan, Dozent für Malerei, freies und angewandtes Zeichnen am Standort Idar-Oberstein der FH Trier, entdeckte Lorielle London in der Kunstschule Nana Prestel. Sie begann bereits im Alter von 12 Jahren bei ihm am Institut Malerei zu studieren. Anschließend verkaufte sie ihre Werke, hauptsächlich Porträts und Akt-Zeichnungen, in diversen Ausstellungen. Ihre Mutter agierte bis ins Erwachsenenalter als ihre Agentin. Ihre Liebe zum Gesang entdeckte London in ihrer Jugend in einem amerikanischen Gospel-Chor. Als Soloperformer folgten diverse Auftritte auf Festivals, sie gab Konzerte, und war als Leadstimme für verschiedene Bands engagiert.
Zudem widmete sie sich 17 Jahre lang der Kontorsion, einer Form von Akrobatik. Sie war zum damaligen Zeitpunkt einer der wenigen männlichen Kontorsionisten in Deutschland.
Auf Grund eines schweren Stimmbruchs gab sie ihre Gesangsambitionen auf und entschied sich, wie ihre Mutter auch, erst eine Ausbildung zur Modeschneiderin zu machen und anschließend Modedesign zu studieren.

### TV-Debüt – Teilnahme anDeutschland sucht den Superstar
Kommerziell bekannt wurde Lorielle London 2003 unter dem Namen „Lorenzo“ als Kandidatin der zweiten Staffel von Deutschland sucht den Superstar (DSDS). Nachdem sie es bei der ersten Staffel nicht in den „Recall“ geschafft hatte, bewarb sie sich in der darauffolgenden Staffel mit dem Lied  I Just Called to Say I Love You von Stevie Wonder und belegte schließlich in den Mottoshows den zehnten Platz. Wenn auch das Gesangstalent vorhanden war, erregte sie vor allem Aufsehen durch ihr androgynes Äußeres und ihre Gestik, die oft in Satiresendungen thematisiert und belächelt wurden. London sagt, dass sie nach ihrem Ausscheiden rasch lernen musste, mit ihrer Prominenz und dem entstandenen Image, das völlig konträr zu ihrem früheren Künstlerleben stand, zurechtzukommen.

### Weitere Karriere
Nach dem Ausscheiden bei Deutschland sucht den Superstar blieb das Interesse bei den TV-Machern bestehen. So war sie in verschiedenen Serien, Shows und zahlreichen Boulevard-Sendungen zu sehen. 2004 nahm London unter anderem an der Reality-TV-Sendung Die Alm teil. Die Alm, die bis dahin im Quotentief steckte, erzielte durch Londons versetzten Einzug hohe Quoten. Der Sender ProSieben verlängerte die Sendung um eine Woche und London blieb bis zum Finale. Im Anschluss war sie einige Jahre als Protagonistin für diverse Berichte und Sendereihen auf Sat.1 zu sehen, unter anderem für das Sat.1-Frühstücksfernsehen. 2006 gab sie ihr Schauspieldebüt in Die ProSieben-Märchenstunde.
Im Herbst 2006 outete sich Lorielle London öffentlich als transident. Sie legte ihre männliche Identität ganzheitlich ab und kündigte an, ihr Leben zukünftig als Frau zu bestreiten. Im Zusammenhang ihrer beruflichen Unternehmungen nahm sie den Künstlernamen Lory Glory an. Zudem unterzog sie sich im Rahmen ihres Identitätswechsels feminisierenden Operationen.
Die Gospelsängerin Lori Hölzel mit dem Künstlernamen Lori Glori erwirkte ein Gerichtsurteil, das London die Namenswahl wegen Verwechslungsgefahr untersagte. Sie nahm daraufhin im Oktober 2008 den Namen Lorielle London an.

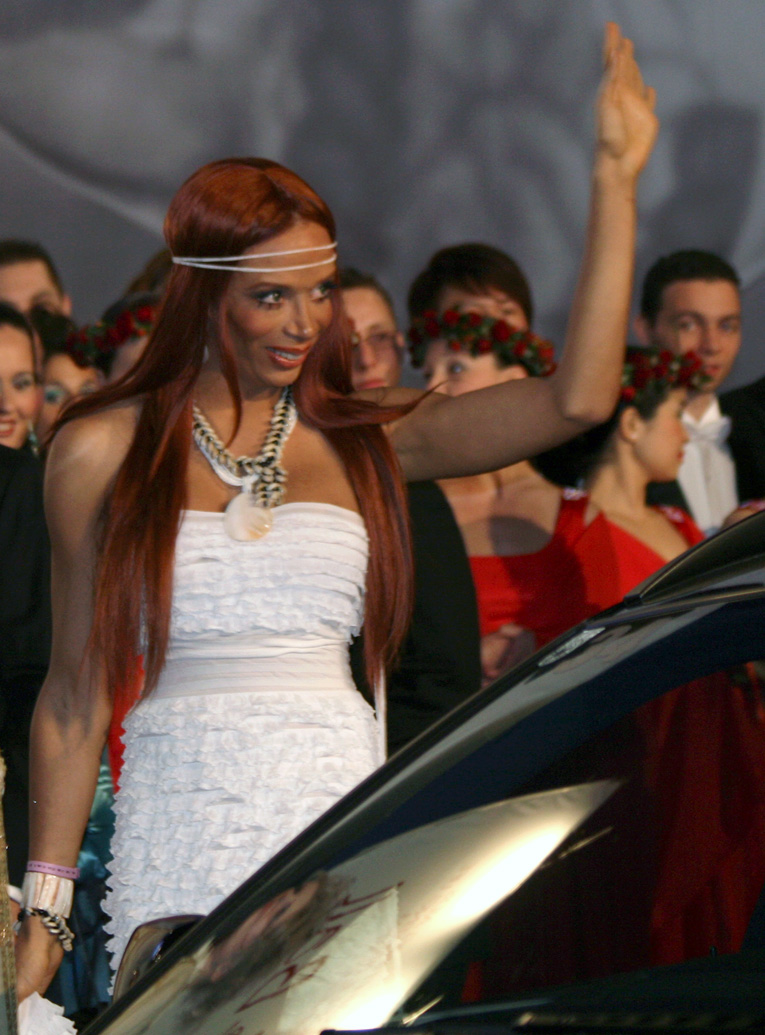
Lorielle London (Life Ball 2009)

Im Januar 2009 nahm sie als Kandidatin an der Reality-Sendung Ich bin ein Star – Holt mich hier raus! auf RTL teil. Stefan Niggemeier bezeichnete in der FAZ ihren Auftritt allen Vorurteilen zum Trotz als „menschlich, verletzlich, echt“. Am Ende belegte sie den zweiten Platz, knapp hinter der Schauspielerin Ingrid van Bergen.
Seitdem war sie immer wieder als TV-Gast, Reporterin und Co-Moderatorin aktiv. Für RTL berichtete sie vom Roten Teppich der Echoverleihung 2009 und interviewte unter anderem Helene Fischer, Taylor Swift, Lionel Richie und Udo Lindenberg. Beim Deutschland sucht den Superstar-Finale 2009 war sie für das Exclusiv-Spezial „Die Nacht der Superstars“ als Backstage-Reporterin im Einsatz. Als Promi-Gast und Co-Moderatorin bei Big Brother stand sie im Frühjahr 2009 der TV-Moderatorin Miriam Pielhau zur Seite. Es folgten zwei weitere Gastauftritte bei Big Brother im Jahr 2010.
Die TV-Produktionsfirma Norddeich TV engagierte sie 2011 für die Sendung Die Schulermittler, um als Coach einer jungen Transgender beratend zur Seite zu stehen. Die Folge wurde am 19. Oktober 2011 auf RTL ausgestrahlt.
Im gleichen Jahr zog sie zu ihrem Freund nach London.
2012 sah man London in der RTL-Show Total Blackout. Sie setzte sich gegen Kandidaten wie Roberto Blanco und Jimi Blue Ochsenknecht durch und gewann schließlich als „Königin der Dunkelheit“.
Auch für das Dschungelcamp-Magazin, welches 2013 auf RTL Nitro ausgestrahlt wurde, berichtete sie täglich als Reporterin über die aktuellen Geschehnisse aus dem Dschungel.

## Fernsehauftritte
Lorielle London trat in mehreren Fernsehproduktionen als Kandidatin oder Darstellerin auf:
- 2003–2004: Deutschland sucht den Superstar (RTL)
- 2004: Die Alm – Promischweiß und Edelweiß (ProSieben)
- 2006: Die ProSieben-Märchenstunde – „Rotkäppchen – Wege zum Glück“ (als Mieser Barde) (ProSieben)
- 2008: DSDS – Das große Wiedersehen (RTL)
- 2009: Ich bin ein Star – Holt mich hier raus! (RTL)
- 2009: Das perfekte Promi-Dinner (VOX)
- 2009: Promi Kocharena (VOX)
- 2009: Mrs. Hankey’s Christmas Special[23]
- 2009/2010: Big Brother (RTL II)
- 2010: Der große deutsche Führerschein-Test (RTL II)
- 2011: Die Schulermittler (als sie selbst) (RTL)
- 2013: Promi Shopping Queen (VOX)
- 2014: Frauendingsbums (SIXX)[24]

### Auftritte beiDeutschland sucht den Superstar
| Sendung               | Lied                          | Original-Interpret | Anrufer                        |
| --------------------- | ----------------------------- | ------------------ | ------------------------------ |
| Top 50                | U Got It Bad                  | Usher              | unbekannt                      |
| Mein Popidol          | (I Can’t Get No) Satisfaction | The Rolling Stones | 8,21 Prozent (Platz 5 von 13)  |
| Rock- und Popballaden | I Belong to You               | Lenny Kravitz      | 4,06 Prozent (Platz 9 von 11)  |
| Mein Geburtsjahr      | Karma Chameleon               | Culture Club       | 4,34 Prozent (Platz 10 von 10) |